# Turnera diffusa
Turnera diffusa là một loài thực vật thuộc chi Đông hầu, họ Lạc tiên. Đây là loài bản địa tây nam tiểu bang Texas ở Hoa Kỳ, Trung Mỹ, México, Nam Mỹ, và Caribbean. Đây là một loại cây bụi nhỏ có hoa nhỏ và thơm. Nó nở hoa vào đầu đến cuối mùa hè và hoa kết trái có hương vị tương tự quả sung. Cây bụi được cho là có một mùi mạnh mẽ giống như gia vị phần nào giống như hoa cúc, do các loại dầu của cây.. Lá đã được làm thực hiện vào một trà thảo dược và một hương đốt tạo khói thơm được sử dụng bởi người dân bản địa của Trung và Nam Mỹ do hiệu ứng thư giãn của nó. Các nhà truyền giáo Tây Ban Nha đầu tiên ghi nhận rằng người Anh Điêng Mexico uống trà với loại thực vật này trộn với đường để sử dụng như là một kích thích tình dục.